# Nages-et-Solorgues
Nages-et-Solorgues este o comună în departamentul Gard din sudul Franței. În 2009 avea o populație de 1.517 de locuitori.

## Evoluția populației
| An        | 1975 | 1982 | 1990  | 1999  | 2006  | 2009  |
| --------- | ---- | ---- | ----- | ----- | ----- | ----- |
| Populație | 451  | 715  | 1.088 | 1.295 | 1.462 | 1.517 |